# Rabobank 7-Dorpenomloop Aalburg
La Rabobank 7-Dorpenomloop Aalburg es una carrera ciclista femenina profesional por etapas neerlandesa que se disputa anualmente por los alrededores de Aalburg.
La carrera se creó en 2007 y a partir de 2010 entró a formar parte del calendario internacional femenino de la UCI como carrera de categoría 1.2. Se desarrolla sobre un recorrido de 120 km. La ciclista más laureada es Marianne Vos con un total de ocho victorias.

## Palmarés
| Año  | Ganador              | Segundo              | Tercero                 |
| ---- | -------------------- | -------------------- | ----------------------- |
| 2007 | Marianne Vos         | Oenone Wood          | Jaccolien Wallaard      |
| 2008 | Loes Markerink       | Elise van Hage       | Marianne Vos            |
| 2009 | Marianne Vos         | Loes Markerink       | Noortje Tabak           |
| 2010 | Marianne Vos         | Iris Slappendel      | Lucy Martin             |
| 2011 | Marianne Vos         | Annemiek van Vleuten | Kirsten Wild            |
| 2012 | Annemiek van Vleuten | Shelley Olds         | Amanda Spratt           |
| 2013 | Marianne Vos         | Liesbet de Vocht     | Emma Johansson          |
| 2014 | Marianne Vos         | Lucy Garner          | Emma Johansson          |
| 2015 | Chloe Hosking        | Marianne Vos         | Amy Pieters             |
| 2016 | Marianne Vos         | Lauren Kitchen       | Anouk Rijff             |
| 2017 | Marianne Vos         | Moniek Tenniglo      | Demi De Jong            |
| 2018 | Lorena Wiebes        | Jip van den Bos      | Marjolein van 't Geloof |

## Palmarés por países
| País         | Victorias |
| ------------ | --------- |
| Países Bajos | 11        |
| Australia    | 1         |